# Stéphane Servant
Pour les articles homonymes, voir Servant.
Œuvres principales
- Le Machin (ill. Cécile Bonbon)(2007)
- La Culotte du loup (ill. Laetitia Le Saux)(2012)
- Sirius (2017)
- Félines (2019)

Stéphane Servant, né en 1975 à Carcassonne, est un auteur de littérature jeunesse français, de romans, et d'albums illustrés par divers illustrateurs jeunesse.

## Biographie
Stéphane Servant est né et a grandi à Carcassonne. Il a suivi des études de littérature anglophone, puis a été intervenant artistique dans le milieu scolaire. Il vit dans le département de l'Aude.
Il publie ses premiers ouvrages jeunesse en 2007, dont l'un de ses plus célèbres, Le Machin, illustré par Cécile Bonbon. 
Il a écrit plusieurs dizaines d'ouvrages, romans ou albums illustrés, et il est publié par de nombreux éditeurs jeunesse réputés, dont les éditions du Rouergue, les éditions Thierry Magnier, Gallimard Jeunesse, Actes sud junior ou Rue du monde.
Ses textes en albums jeunesse sont illustrés par de multiples illustrateurs reconnus, dont Anne Montel, Benoît Morel, Ilya Green, Emmanuelle Houdart ou  Rébecca Dautremer.
Il est récompensé par plusieurs prix, dont le Prix des incorruptibles en 2013 pour La Culotte du loup illustré par Laetitia Le Saux, ou le Prix Sorcières à trois reprises : en 2018 pour Sirius, en 2023 pour L’Expédition, sur des illustrations de Audrey Spiry, puis en 2024, pour Monstres, sur des illustrations de Nicolas Zouliamis.

## Ses romans jeunesse
Parmi ses romans jeunesse publiés figurent Souviens-toi de la lune (2010),  Le Cœur des louves (2013), La Langue des bêtes (2015) et Sirius (2017).

### Le Coeur des louves(2013)
Le Cœur des louves, paru en 2013 aux éditions du Rouergue est « coup de cœur » du Centre national de la littérature pour la jeunesse (BnF), dont l'avis critique mentionne : « Heureusement, certains auteurs et éditeurs Jeunesse sont là pour proposer des textes forts et denses avec une écriture saisissante qui vous prend à la gorge et ne vous lâche plus, comme la louve du récit. » Pour le site ActuaLitté, c'est un « roman d'une rare beauté ». 
Dans la critique du magazine Télérama, Michel Abescat écrit : « Stéphane Servant est un conteur hors pair, attentif à la multitude de personnages qu'il dévoile peu à peu, empêtrés dans leurs contradictions. La langue est fluide, le récit, ensorcelant, il vous imprègne et vous saisit jusqu'à l'ultime rebondissement. [...] Difficile de résister au charme de ce conte vénéneux, dense, addictif, à ce foisonnant roman d'initiation plein de fureur, mais aussi de sagesse ». L'avis critique du Monde des livres, supplément du journal Le Monde, souligne : « La sensibilité de l’écrivain aux blessures intimes donne à ses personnages toute leur profondeur. Un récit initiatique et poignant sur la quête de liberté et les identités en devenir. »
Le roman est lauréat du Prix Farniente 2015.

### Sirius(2017)
Son roman ado Sirius paru en 2017 aux mêmes éditions, est également « coup de cœur » du Centre national de la littérature pour la jeunesse (BnF). Michel Abescat écrit dans son avis critique du magazine Télérama : « Stéphane Servant réussit un roman d’aventures aux accents poétiques, un récit d’action empreint de sagesse et de philosophie, un texte d’une beauté rugueuse, où la nature tient le premier rôle, une fable où les animaux ont beaucoup à apprendre aux hommes. Après Le Cœur des louves et La Langue des bêtes, il fait brillamment la preuve de sa capacité à se renouveler, sans renier ses motifs de prédilection. »
Sirius est sélectionné pour le « premier prix national de littérature ado », le Prix Vendredi, pour son lancement, en 2017, et est également sélectionné pour le tout premier Prix du roman d'écologie 2018. Le roman est récompensé du Prix Sorcières en 2018, du Prix Imaginales des collégiens en 2019 et du Prix des libraires du Québec 2019, catégorie Jeunesse.

## Prix et distinctions
- Prix Chronos de Littérature 2010[23] pour Guadalquivir
- Prix Gayant Lecture 2013[24] pour La Culotte du loup, illustré par Laetitia Le Saux
- Prix des incorruptibles 2013[7] pour La Culotte du loup, illustré par Laetitia Le Saux
- Prix Farniente 2015[16] pour Le Cœur des louves
- Prix de la citoyenneté 2015[25] pour Chat par-ci, chat par-là
- Prix Paille en Queue 2016[26] du Salon du Livre jeunesse de l'océan Indien, Catégorie CM1-CM2-6e pour Chat par-ci, chat par-là, illustré par Marta Orzel
- Grand prix de l'illustration 2016 pour Ma mère, illustré par Emmanuelle Houdart
- Sélection Prix Vendredi 2017[19] pour Sirius
- Prix Sorcières 2018[8] catégorie Carrément Passionnant - Maxi, pour Sirius
- Sélection Prix du Roman d'Écologie 2018[20] pour Sirius
- Prix des libraires du Québec 2019[22] catégorie Jeunesse pour Sirius
- Prix Imaginales des collégiens 2019 pour Sirius
- Prix A-Fictionados 2020 pour Félines[27]
- Prix Polar en séries 2020, décerné à un roman noir pour son potentiel d'adaptation à la télévision pour Félines[28]
- Prix RTS Littérature Ados 2021[29] pour Félines
- Sélection « Pépite » 2021 du Salon du livre et de la presse jeunesse[30], catégorie Fiction Ados, pour Miettes (humour décalé)
- Prix Sorcières 2023[9], Catégorie Carrément Beau Maxi, pour L’Expédition, illustrations de Audrey Spiry
- Prix Ados en colère, du Salon du livre d'expression populaire et de critique sociale d'Arras 2021 pour Félines[31]
- Prix Sorcières 2024[10] catégorie Carrément Passionnant mini, pour Monstres,  illustrations de Nicolas Zouliamis

## Quelques ouvrages
- Le Machin, illustré par Cécile Bonbon, Didier Jeunesse, 2007
- Cœur d'Alice, illustré par Cécile Gambini, Rue du monde, 2007
- Ti Poucet, ill. Ilya Green, Rue du monde, 2009
- Guadalquivir[32], Gallimard jeunesse, 2009 Prix Chronos de Littérature 2010
- Souviens-toi de la lune[33],[34], coll. «  DoAdo Noir », éditions du Rouergue, 2010
- Je suis né tigre, illustrations Antoine Déprez, Bilboquet, 2011
- Le masque[5], illustrations Ilya Green, Didier Jeunesse, 2011
- La culotte du loup, illustré par Laetitia Le Saux, Les Incorruptibles, 2012 Prix des incorruptibles 2013 - Prix Gayant Lecture 2013
- Le crafougna, illustrée par Anne Montel, Didier Jeunesse, 2012
- Le loup sous le lit, ou Quand une petite fille sait ce que les adultes ne savent plus, illustré par Benoît Morel, Oskar, 2012
- Le Cœur des louves[13],[12],[14],[15], coll. « DoAdo », Rouergue, 2013  Prix Farniente 2015
- Nos beaux doudous, ill. Ilya Green, Didier Jeunesse, 2013
- Boucle d'ours[35], ill. Laetitia Le Saux, Didier jeunesse, 2013
- Chat par-ci, chat par-là, ill. Marta Orzel, coll. « Booerang », Rouergue, 2014 Prix de la citoyenneté 2015[25] - Prix Paille en Queue 2016[26]
- Cheval Océan[36], Actes sud junior, 2014
- La Langue des bêtes[37],[11], coll. « DoAdo », Rouergue, 2015
- Cinq minutes et des sablés[38], texte de Stéphane Servant, illustré par Irène Bonacina, Didier jeunesse, 2015
- Ma mère, ill. Emmanuelle Houdart, Thierry Magnier, 2015  Grand prix de l'illustration 2016
- Purée de cochons, Stéphane Servant, illustré par Laetitia Le Saux, Didier jeunesse, 2016
- Cavale[6], ill. Rébecca Dautremer, Didier Jeunesse, 2017
- Gronouyot, ill. Simone Rea, Didier Jeunesse, 2017
- Sirius[17],[18], coll. « Epik », Rouergue, 2017 Prix Sorcières 2018, Prix Imaginales des collégiens 2019, Prix des libraires du Québec 2019, catégorie Jeunesse
- Boucle d'ours, Stéphane Servant, illustré par Laetitia Le Saux, Didier jeunesse, 2017
- Le Nid, Stéphane Servant, illustré par Laetitia Le Saux, Didier jeunesse, 2018
- Histoires culottées, Stéphane Servant, ill. Laetitia Le Saux ; Jean-Marc Parayre, comp. ; Stéphane Servant, voix, Didier jeunesse, 2018 - livre-CD
- Félines, Rouergue, 2019  Prix RTS Littérature Ados 2021[29]
- Taxi pouet-pouet ! , illustrations de Élisa Géhin, Gallimard jeunesse, 2020
- Miettes (humour décalé), collection « Court toujours », Nathan, 2021
- Trois sœurs, ill. de Lisa Zordan, éditions Thierry Magnier, 2021
- Jacadi, ill. de Émilie Sandoval, Didier jeunesse, 2022
- L'Expédition[39], illustré par Audrey Spiry, éditions Thierry Magnier, 2022 Prix Sorcières 2023[9]
- Un ami chez Crapoto, ill de Charles Dutertre, l'Élan vert, 2022
- C'est qui les méchants ?, ill. de Laetitia Le Saux, Didier Jeunesse, 2023
- Monstres[40], illustrations de Nicolas Zouliamis, éd. Thierry Magnier, 2023 Prix Sorcières 2024[10]